# Kanada az 1952. évi nyári olimpiai játékokon
Kanada a finnországi Helsinkiben megrendezett 1952. évi nyári olimpiai játékok egyik részt vevő nemzete volt. Az országot az olimpián 13 sportágban 107 sportoló képviselte, akik összesen 3 érmet szereztek.

## Érmesek
| Érem  | Versenyző                   | Sportág       | Versenyszám                |
| ----- | --------------------------- | ------------- | -------------------------- |
| Arany | George Genereux             | Sportlövészet | Trap                       |
| Ezüst | Kenneth Lane Donald Hawgood | Kajak-kenu    | Férfi kenu kettes 10 000 m |
| Ezüst | Gerry Gratton               | Súlyemelés    | 75 kg                      |

## Atlétika
Férfi
| Versenyző                                                   | Versenyszám     | Előfutam      | Előfutam      | Előfutam      | Negyeddöntő | Negyeddöntő | Negyeddöntő | Elődöntő | Elődöntő | Elődöntő | Döntő     | Döntő    |
| Versenyző                                                   | Versenyszám     | Idő           | Hely.         | Össz.         | Idő         | Hely.       | Össz.       | Idő      | Hely.    | Össz.    | Idő       | Helyezés |
| ----------------------------------------------------------- | --------------- | ------------- | ------------- | ------------- | ----------- | ----------- | ----------- | -------- | -------- | -------- | --------- | -------- |
| Robert Hutchinson                                           | 100 m           | 11,26         | 5.            | 41.*          | kiesett     | kiesett     | kiesett     | kiesett  | kiesett  | kiesett  | kiesett   | kiesett  |
| Robert Hutchinson                                           | 200 m           | 22,66         | 2.            | 48.*          | 22,55       | 6.          | 32.         | kiesett  | kiesett  | kiesett  | kiesett   | kiesett  |
| Don McFarlane                                               | 200 m           | 22,94         | 1.            | 61.           | 22,33       | 5.          | 26.         | kiesett  | kiesett  | kiesett  | kiesett   | kiesett  |
| Don McFarlane                                               | 100 m           | 11,25         | 3.            | 38.**         | kiesett     | kiesett     | kiesett     | kiesett  | kiesett  | kiesett  | kiesett   | kiesett  |
| Walter Sutton                                               | 100 m           | 11,45         | 6.            | 57.*          | kiesett     | kiesett     | kiesett     | kiesett  | kiesett  | kiesett  | kiesett   | kiesett  |
| Walter Sutton                                               | 200 m           | 22,53         | 5.            | 42.           | kiesett     | kiesett     | kiesett     | kiesett  | kiesett  | kiesett  | kiesett   | kiesett  |
| Jack Carroll                                                | 400 m           | 48,05         | 2.            | 5.            | 47,82       | 3.          | 9.          | 47,61    | 5.       | 10.      | kiesett   | kiesett  |
| Doug Clement                                                | 400 m           | 50,19         | 5.            | 50.           | kiesett     | kiesett     | kiesett     | kiesett  | kiesett  | kiesett  | kiesett   | kiesett  |
| James Lavery                                                | 400 m           | 48,47         | 1.            | 14.           | 47,67       | 2.          | 6.          | 47,83    | 6.       | 11.      | kiesett   | kiesett  |
| Jack Hutchins                                               | 800 m           | 1:54,5        | 1.            | 24.***        |             |             |             | 1:52,81  | 4.       | 9.       | kiesett   | kiesett  |
| Bill Parnell                                                | 800 m           | 1:53,1        | 3.            | 15.           |             |             |             | 1:52,92  | 6.       | 11.      | kiesett   | kiesett  |
| Bill Parnell                                                | 1500 m          | 3:53,75       | 4.            | 16.           |             |             |             | 3:52,91  | 10.      | 17.      | kiesett   | kiesett  |
| John Ross                                                   | 1500 m          | 3:55,60       | 4.            | 19.           |             |             |             | 4:00,6   | 12.      | 24.      | kiesett   | kiesett  |
| John Ross                                                   | 800 m           | 1:52,5        | 4.            | 7.*           |             |             |             | kiesett  | kiesett  | kiesett  | kiesett   | kiesett  |
| Rich Ferguson                                               | 5000 m          | nem ért célba | nem ért célba | nem ért célba |             |             |             |          |          |          | kiesett   | kiesett  |
| Gordon Crosby                                               | 110 m gát       | 15,11         | 3.            | 11.*          |             |             |             | kiesett  | kiesett  | kiesett  | kiesett   | kiesett  |
| Paul Collins                                                | Maraton         |               |               |               |             |             |             |          |          |          | 2:45:58,0 | 40.      |
| Ferd Hayward                                                | 50 km gyaloglás |               |               |               |             |             |             |          |          |          | 5:04:40,4 | 25.      |
| Gordon Crosby Don McFarlane Robert Hutchinson Walter Sutton | 4 × 100 m váltó | 42,73         | 5.            | 17.           |             |             |             | kiesett  | kiesett  | kiesett  | kiesett   | kiesett  |
| Doug Clement Jack Hutchins Jack Carroll James Lavery        | 4 × 400 m váltó | 3:11,49       | 2.            | 2.            |             |             |             |          |          |          | 3:09,37   | 4.       |

| Versenyző      | Versenyszám   | Selejtező | Selejtező | Döntő    | Döntő    |
| Versenyző      | Versenyszám   | Eredmény  | Helyezés  | Eredmény | Helyezés |
| -------------- | ------------- | --------- | --------- | -------- | -------- |
| Ronald Miller  | Rúdugrás      | 390 cm    | 21.       | kiesett  | kiesett  |
| Gino Roy Pella | Diszkoszvetés | 46,58 m   | 11.*      | 46,63    | 14.      |

| Versenyző | Versenyszám | 100 m | 100 m | Távolugrás | Távolugrás | Súlylökés | Súlylökés | Magasugrás | Magasugrás | 400 m | 400 m | 110 m gát | 110 m gát | Diszkoszvetés | Diszkoszvetés | Rúdugrás | Rúdugrás | Gerelyhajítás | Gerelyhajítás | 1500 m  | 1500 m | Végeredmény | Végeredmény |
| Versenyző | Versenyszám | Idő   | Pont  | Eredmény   | Pont       | Eredmény  | Pont      | Eredmény   | Pont       | Idő   | Pont  | Idő       | Pont      | Eredmény      | Pont          | Eredmény | Pont     | Eredmény      | Pont          | Idő     | Pont   | Pont        | Helyezés    |
| --------- | ----------- | ----- | ----- | ---------- | ---------- | --------- | --------- | ---------- | ---------- | ----- | ----- | --------- | --------- | ------------- | ------------- | -------- | -------- | ------------- | ------------- | ------- | ------ | ----------- | ----------- |
| Bob Adams | Tízpróba    | 11,95 | 650   | 622 cm     | 567        | 12,01 m   | 582       | 175 cm     | 711        | 55,43 | 520   | 16,81     | 489       | 42,45 m       | 696           | 370 cm   | 596      | 44,83 m       | 436           | 4:57,25 | 283    | 5530        | 19.         |

Női
| Versenyző                                                     | Versenyszám     | Előfutam | Előfutam | Előfutam | Negyeddöntő | Negyeddöntő | Negyeddöntő | Elődöntő | Elődöntő | Elődöntő | Döntő   | Döntő    |
| Versenyző                                                     | Versenyszám     | Idő      | Hely.    | Össz.    | Idő         | Hely.       | Össz.       | Idő      | Hely.    | Össz.    | Idő     | Helyezés |
| ------------------------------------------------------------- | --------------- | -------- | -------- | -------- | ----------- | ----------- | ----------- | -------- | -------- | -------- | ------- | -------- |
| Luella Law                                                    | 200 m           | 25,82    | 2.       | 25.*     |             |             |             | 25,63    | 6.       | 13.      | kiesett | kiesett  |
| Luella Law                                                    | 80 m gát        | 12,09    | 3.       | 20.      |             |             |             | kiesett  | kiesett  | kiesett  | kiesett | kiesett  |
| Luella Law                                                    | 100 m           | 12,70    | 3.       | 27.      | kiesett     | kiesett     | kiesett     | kiesett  | kiesett  | kiesett  | kiesett | kiesett  |
| Rosella Thorne                                                | 100 m           | 12,77    | 3.       | 31.      | kiesett     | kiesett     | kiesett     | kiesett  | kiesett  | kiesett  | kiesett | kiesett  |
| Eleanor McKenzie                                              | 100 m           | 12,41    | 2.       | 16.      | 12,44       | 5.          | 17.         | kiesett  | kiesett  | kiesett  | kiesett | kiesett  |
| Eleanor McKenzie                                              | 200 m           | 25,66    | 2.       | 22.      |             |             |             | 25,30    | 5.       | 9.       | kiesett | kiesett  |
| Frances O'Halloran                                            | 200 m           | 25,45    | 4.       | 13.      |             |             |             | kiesett  | kiesett  | kiesett  | kiesett | kiesett  |
| Frances O'Halloran Luella Law Rosella Thorne Eleanor McKenzie | 4 × 100 m váltó | 47,47    | 3.       | 7.       |             |             |             |          |          |          | kiesett | kiesett  |

| Versenyző      | Versenyszám | Selejtező             | Selejtező             | Döntő    | Döntő    |
| Versenyző      | Versenyszám | Eredmény              | Helyezés              | Eredmény | Helyezés |
| -------------- | ----------- | --------------------- | --------------------- | -------- | -------- |
| Alice Whitty   | Magasugrás  |                       |                       | 155 cm   | 10.      |
| Dawn Josephs   | Magasugrás  |                       |                       | 150 cm   | 13.      |
| Dawn Josephs   | Távolugrás  | 534 cm                | 22.*                  | 547 cm   | 17.      |
| Rosella Thorne | Távolugrás  | érvényes ugrás nélkül | érvényes ugrás nélkül | kiesett  | kiesett  |

* - egy másik versenyzővel azonos időt/eredményt ért el

** - két másik versenyzővel azonos időt ért el

*** - három másik versenyzővel azonos időt ért el

## Birkózás
Szabadfogású
| Versenyző       | Versenyszám | 1. forduló                     | 2. forduló                       | 3. forduló                      | 4. forduló                   | 5. forduló        | 6. forduló        | 7. forduló        | 8. forduló        | Helyezés |
| Versenyző       | Versenyszám | Ellenfél Eredmény              | Ellenfél Eredmény                | Ellenfél Eredmény               | Ellenfél Eredmény            | Ellenfél Eredmény | Ellenfél Eredmény | Ellenfél Eredmény | Ellenfél Eredmény | Helyezés |
| --------------- | ----------- | ------------------------------ | -------------------------------- | ------------------------------- | ---------------------------- | ----------------- | ----------------- | ----------------- | ----------------- | -------- |
| Adrien Poliquin | 57 kg       | Khashaba Jhadav (IND) · 14:25  | Ferdinand Schmitz (GER) · 0:30   | kiesett                         | kiesett                      | kiesett           | kiesett           | kiesett           |                   | 13.      |
| Armand Bernard  | 62 kg       | Ignacio Lugo (VEN) · 10:55     | Marco Antonio Girón (GUA) · 2:30 | Tominaga Riszaburó (JPN) · 6:40 | Keshav Mangave (IND) · 14:05 | kiesett           | kiesett           | kiesett           | kiesett           | 7.       |
| Nick Mohammed   | 73 kg       | Alberto Longarella (ARG) · 1-2 | William Smith (USA) · 0-3        | kiesett                         | kiesett                      | kiesett           | kiesett           | kiesett           |                   | 13.      |
| Robert Steckle  | 87 kg       | Willy Lardon (SUI) · 0:32      | Jan Theron (RSA) · 0-3           | kiesett                         | kiesett                      | kiesett           | kiesett           |                   |                   | 10.      |

## Evezés
| Versenyző | Versenyszám              | Előfutam | Előfutam | Vigaszág | Vigaszág | Elődöntő | Elődöntő | Vigaszág | Vigaszág | Döntő   | Döntő   |
| Versenyző | Versenyszám              | Idő      | Hely.    | Idő      | Hely.    | Típus    | Idő      | Hely.    | Típus    | Idő     | Hely.   |
| --- | ------------------------ | -------- | -------- | -------- | -------- | -------- | -------- | -------- | -------- | ------- | ------- |
| Bob Williams Derek Riley                                                                                       | Kétpárevezős             | 7:19,3   | 4.       | 7:15,5   | 4.       | kiesett  | kiesett  | kiesett  | kiesett  | kiesett | kiesett |
| Ron Cameron Lloyd Montour Jack Zwierewich Art Griffiths                                                        | Kormányos nélküli négyes | 6:49,7   | 3.       | 6:51,3   | 3.       | kiesett  | kiesett  | kiesett  | kiesett  | kiesett | kiesett |
| Ted Chilcott Jack Taylor Bo Westlake Frank Young John Sharp Mervin Kaye Jack Russell George McCauley Norm Rowe | Nyolcas                  | 6:26,5   | 4.       | 6:25,9   | 1.*      |          |          | 6:24,8   | 2.       | kiesett | kiesett |

* - egy másik csapattal azonos időt ért el

## Kajak-kenu
Férfi
| Versenyző                     | Versenyszám           | Előfutam | Előfutam | Előfutam | Döntő   | Döntő    |
| Versenyző                     | Versenyszám           | Idő      | Hely.    | Össz.    | Idő     | Helyezés |
| ----------------------------- | --------------------- | -------- | -------- | -------- | ------- | -------- |
| George Bossy                  | Kenu egyes 1000 m     | 5:25,8   | 5.       | 9.       | kiesett | kiesett  |
| Norman Lane                   | Kenu egyes 10 000 m   |          |          |          | 59:26,4 | 5.       |
| Bert Oldershaw                | Kajak egyes 1000 m    | 4:30,7   | 3.       | 13.      | 4:26,5  | 9.       |
| Robert Cordner George Ward    | Kajak kettes 1000 m   | 4:27,5   | 6.       | 19.      | kiesett | kiesett  |
| William Brigden James Nickel  | Kajak kettes 10 000 m |          |          |          | 47:53,2 | 11.      |
| Arthur Johnson Thomas Hodgson | Kenu kettes 1000 m    | 4:44,9   | 3.       | 6.       | 5:01,4  | 8.       |
| Kenneth Lane Donald Hawgood   | Kenu kettes 10 000 m  |          |          |          | 54:09,9 |          |

## Kerékpározás

### Pálya-kerékpározás
| Versenyző    | Versenyszám   | 1. forduló                                                                    | 1. forduló | Vigaszág                                               | Vigaszág | Negyeddöntő                                          | Negyeddöntő | Vigaszág                                                                    | Vigaszág | Elődöntő               | Elődöntő | Vigaszág               | Vigaszág | Döntő                  | Helyezés |
| Versenyző    | Versenyszám   | Ellenfelek Győztes idő                                                        | Hely.      | Ellenfelek Győztes idő                                 | Hely.    | Ellenfelek Győztes idő                               | Hely.       | Ellenfelek Győztes idő                                                      | Hely.    | Ellenfelek Győztes idő | Hely.    | Ellenfelek Győztes idő | Hely.    | Ellenfelek Győztes idő | Helyezés |
| ------------ | ------------- | ----------------------------------------------------------------------------- | ---------- | ------------------------------------------------------ | -------- | ---------------------------------------------------- | ----------- | --------------------------------------------------------------------------- | -------- | ---------------------- | -------- | ---------------------- | -------- | ---------------------- | -------- |
| John Millman | Egyéni sprint | Szekeres Béla (HUN) · Fritz Siegenthaler (SUI) · Colin Dickinson (NZL) · 11,9 | 2.         | Kurt Nemetz (AUT) · Muhammad Naqi Mallick (PAK) · 11,7 | 1.       | Cyril Peacock (GBR) · Franck le Normand (FRA) · 11,7 | 3.          | Ray Robinson (RSA) · Jan Hijzelendoorn (NED) · Ove Krogh Rants (DEN) · 11,8 | 2.       | kiesett                | kiesett  | kiesett                | kiesett  | kiesett                | kiesett  |

| Versenyző       | Versenyszám     | Eredmény | Helyezés |
| --------------- | --------------- | -------- | -------- |
| Frederick Henry | 1000 m időfutam | 1:17,6   | 22.      |

## Kosárlabda
- Bob Pickel
- Chuck Dalton
- George Wearring
- Glen Pettinger
- Harry Wade
- Carl Ridd
- Woody Campbell
- Bob Phibbs
- Bobby Simpson
- Roy Williams
- Bill Pataky
- Bill Coulthard

### Eredmények
Selejtező
C csoport
| 1952. július 14. | Kanada  | 68–57 | Olaszország |  |
| 1952. július 14. | (35–25) |       |             |  |

| 1952. július 15. | Kanada  | 72–51 | Románia |  |
| 1952. július 15. | (28–21) |       |         |  |

| 1952. július 17. | Kanada  | 63–57 | Egyiptom |  |
| 1952. július 17. | (38–31) |       |          |  |

3. csoport
| Csapat         | JM | GY | V | DP  | KP  | +/- | PT |
| -------------- | -- | -- | - | --- | --- | --- | -- |
| Argentína      | 3  | 3  | 0 | 239 | 196 | +43 | 6  |
| Brazília       | 3  | 2  | 1 | 184 | 179 | +5  | 5  |
| Fülöp-szigetek | 3  | 1  | 2 | 192 | 221 | -29 | 4  |
| Kanada         | 3  | 0  | 3 | 201 | 220 | -19 | 3  |

| 1952. július 25. | Brazília | 57–55 | Kanada |  |
| 1952. július 25. | (33–27)  |       |        |  |

| 1952. július 26. | Argentína | 82–81 | Kanada |  |
| 1952. július 26. | (42–48)   |       |        |  |

| 1952. július 27. | Fülöp-szigetek | 81–65 | Kanada |  |
| 1952. július 27. | (40–35)        |       |        |  |

| Csapat | Helyezés |
| ------ | -------- |
| Kanada | 13.      |

## Lovaglás
Lovastusa
| Versenyző                                       | Ló                        | Versenyszám | Díjlovaglás | Díjlovaglás | Tereplovaglás | Tereplovaglás | Tereplovaglás | Díjugratás | Díjugratás | Végeredmény | Végeredmény |
| Versenyző                                       | Ló                        | Versenyszám | Bünt.       | Hely.       | Bünt.         | Hely.         | Össz.         | Bünt.      | Hely.      | Bünt.       | Helyezés    |
| ----------------------------------------------- | ------------------------- | ----------- | ----------- | ----------- | ------------- | ------------- | ------------- | ---------- | ---------- | ----------- | ----------- |
| Tom Gayford                                     | Constellation             | Egyéni      | -180,50     | 54.         | kizárták      | kizárták      | kizárták      | kiesett    | kiesett    | kiesett     | kiesett     |
| Larry McGuinness                                | Tara                      | Egyéni      | -171,33     | 45.         | -154          | 29.           | 30.           | 0          | 1.         | -325,33     | 29.         |
| Stewart Treviranus                              | Rustum                    | Egyéni      | -172,00     | 47.         | -27           | 20.           | 23.           | 0          | 1.         | -199,00     | 22.         |
| Stewart Treviranus Larry McGuinness Tom Gayford | Rustum Tara Constellation | Csapat      | -523,83     | 18.         | nem ért célba | nem ért célba | nem ért célba | kiesett    | kiesett    | kiesett     | kiesett     |

## Ökölvívás
| Versenyző     | Versenyszám   | Selejtező                      | Nyolcaddöntő                 | Negyeddöntő                   | Elődöntő          | Döntő             | Helyezés |
| Versenyző     | Versenyszám   | Ellenfél Eredmény              | Ellenfél Eredmény            | Ellenfél Eredmény             | Ellenfél Eredmény | Ellenfél Eredmény | Helyezés |
| ------------- | ------------- | ------------------------------ | ---------------------------- | ----------------------------- | ----------------- | ----------------- | -------- |
| Len Walters   | Pehelysúly    | Salah El-Din Fatih (EGY) · 3-0 | Willi Roth (GER) · 2-1       | Leonard Leisching (RSA) · 0-3 | kiesett           | kiesett           | 5.       |
| Clayton Kenny | Könnyűsúly    | Niels Bertelsen (DEN) · TKO    | Juhász István (HUN) · 1-2    | kiesett                       | kiesett           | kiesett           | 9.       |
| Roy Keenan    | Kisváltósúly  | Piet van Klaveren (NED) · 1-2  | kiesett                      | kiesett                       | kiesett           | kiesett           | 17.      |
| Jacob Butula  | Váltósúly     |                                | Ron Norris (IND) · TKO       | kiesett                       | kiesett           | kiesett           | 9.       |
| Charley Chase | Nagyváltósúly | André Queillé (FRA) · 2-1      | Papp László (HUN) · KO       | kiesett                       | kiesett           | kiesett           | 9.       |
| Robert Malouf | Középsúly     |                                | Leen Jansen (NED) · TKO      | kiesett                       | kiesett           | kiesett           | 9.       |
| Jim Saunders  | Nehézsúly     |                                | Giacomo Di Segni (ITA) · 0-3 | kiesett                       | kiesett           | kiesett           | 9.       |

## Sportlövészet
| Versenyző       | Versenyszám            | Eredmény | Helyezés |
| --------------- | ---------------------- | -------- | -------- |
| Edson Warner    | Gyorstüzelő pisztoly   | 538      | 42.      |
| Edson Warner    | Sportpuska, összetett  | 1096     | 35.      |
| Edson Warner    | Sportpuska, fekvő      | 394      | 26.      |
| Gil Boa         | Sportpuska, fekvő      | 399      | 4.       |
| Gil Boa         | Sportpuska, összetett  | 1133     | 21.      |
| Gil Boa         | Szabadpuska, összetett | 1053     | 19.      |
| Roy Cole        | Trap                   | 184      | 13.      |
| George Genereux | Trap                   | 192      |          |

## Súlyemelés
| Versenyző     | Versenyszám | Nyomás   | Nyomás   | Szakítás                 | Szakítás                 | Lökés    | Lökés    | Összesen | Helyezés |
| Versenyző     | Versenyszám | Eredmény | Helyezés | Eredmény                 | Helyezés                 | Eredmény | Helyezés | Összesen | Helyezés |
| ------------- | ----------- | -------- | -------- | ------------------------ | ------------------------ | -------- | -------- | -------- | -------- |
| Rosaire Smith | 56 kg       | 75,0     | 12.**    | 85,0                     | 9.***                    | 115,0    | 5.*      | 275,0    | 9.       |
| Jules Sylvain | 60 kg       | 92,5     | 6.       | 92,5                     | 11.**                    | 117,5    | 13.*     | 302,5    | 10.      |
| Gerry Gratton | 75 kg       | 122,5    | 1.*      | 112,5                    | 4.**                     | 155,0    | 2.       | 390,0    |          |
| Jack Varaleau | 82,5 kg     | 112,5    | 11.*     | érvényes kísérlet nélkül | érvényes kísérlet nélkül | kiesett  | kiesett  | kiesett  | kiesett  |
| Dave Baillie  | +90 kg      | 145,0    | 3.       | 122,5                    | 4.                       | 152,5    | 7.*      | 420,0    | 5.       |

* - egy másik versenyzővel azonos eredményt ért el

** - két másik versenyzővel azonos eredményt ért el

*** - három másik versenyzővel azonos eredményt ért el

## Úszás
Férfi
| Versenyző                                                    | Versenyszám     | Előfutam | Előfutam | Előfutam | Elődöntő | Elődöntő | Elődöntő | Döntő   | Döntő    |
| Versenyző                                                    | Versenyszám     | Idő      | Hely.    | Össz.    | Idő      | Hely.    | Össz.    | Idő     | Helyezés |
| ------------------------------------------------------------ | --------------- | -------- | -------- | -------- | -------- | -------- | -------- | ------- | -------- |
| Lucien Beaumont                                              | 100 m gyors     | 1:00,4   | 2.       | 24.      | 59,3     | 5.       | 14.      | kiesett | kiesett  |
| Lucien Beaumont                                              | 100 m hát       | 1:14,2   | 6.       | 34.      | kiesett  | kiesett  | kiesett  | kiesett | kiesett  |
| Peter Salmon                                                 | 100 m hát       | 1:13,8   | 6.       | 33.      | kiesett  | kiesett  | kiesett  | kiesett | kiesett  |
| Peter Salmon                                                 | 100 m gyors     | 1:01,0   | 4.       | 32.      | kiesett  | kiesett  | kiesett  | kiesett | kiesett  |
| Allen Gilchrist                                              | 400 m gyors     | 4:52,5   | 3.       | 16.      | 4:52,4   | 5.       | 16.      | kiesett | kiesett  |
| Allen Gilchrist                                              | 1500 m gyors    | 20:08,3  | 4.       | 26.      |          |          |          | kiesett | kiesett  |
| Gerry McNamee                                                | 1500 m gyors    | 20:02,5  | 6.       | 23.      |          |          |          | kiesett | kiesett  |
| Gerry McNamee                                                | 400 m gyors     | 4:53,5   | 3.       | 18.*     | 4:46,7   | 3.       | 12.      | kiesett | kiesett  |
| Leo Portelance                                               | 200 m mell      | 2:42,5   | 3.       | 15.      | 2:43,8   | 8.       | 15.      | kiesett | kiesett  |
| Gerry McNamee Lucien Beaumont Leo Portelance Allen Gilchrist | 4 × 200 m gyors | 9:10,9   | 4.       | 12.      |          |          |          | kiesett | kiesett  |

Női
| Versenyző                                               | Versenyszám     | Előfutam | Előfutam | Előfutam | Elődöntő | Elődöntő | Elődöntő | Döntő   | Döntő    |
| Versenyző                                               | Versenyszám     | Idő      | Hely.    | Össz.    | Idő      | Hely.    | Össz.    | Idő     | Helyezés |
| ------------------------------------------------------- | --------------- | -------- | -------- | -------- | -------- | -------- | -------- | ------- | -------- |
| Kay McNamee                                             | 100 m gyors     | 1:12,9   | 5.       | 29.      | kiesett  | kiesett  | kiesett  | kiesett | kiesett  |
| Kay McNamee                                             | 400 m gyors     | 5:50,5   | 5.       | 29.      | kiesett  | kiesett  | kiesett  | kiesett | kiesett  |
| Gladys Priestley                                        | 400 m gyors     | 5:52,7   | 6.       | 30.      | kiesett  | kiesett  | kiesett  | kiesett | kiesett  |
| Gladys Priestley                                        | 100 m gyors     | 1:13,4   | 6.       | 32.      | kiesett  | kiesett  | kiesett  | kiesett | kiesett  |
| Irene Strong                                            | 100 m gyors     | 1:15,1   | 6.       | 36.      | kiesett  | kiesett  | kiesett  | kiesett | kiesett  |
| Irene Strong                                            | 200 m mell      | 3:13,5   | 6.       | 26.      | kiesett  | kiesett  | kiesett  | kiesett | kiesett  |
| Lenora Fisher                                           | 100 m hát       | 1:22,9   | 5.       | 17.      |          |          |          | kiesett | kiesett  |
| Irene Strong Lenora Fisher Gladys Priestley Kay McNamee | 4 × 100 m gyors | 4:54,8   | 5.       | 11.*     |          |          |          | kiesett | kiesett  |

* - egy másik versenyzővel/csapattal azonos időt ért el

## Vitorlázás
| Versenyző                                                                | Versenyszám | Futam | Futam | Futam | Futam | Futam | Futam | Futam | Pontszám | Helyezés |
| Versenyző                                                                | Versenyszám | 1     | 2     | 3     | 4     | 5     | 6     | 7     | Pontszám | Helyezés |
| ------------------------------------------------------------------------ | ----------- | ----- | ----- | ----- | ----- | ----- | ----- | ----- | -------- | -------- |
| Paul McLaughlin                                                          | Finn dingi  | 434   | 507   | 402   | 206   | 594   | 849   | 1247  | 4033     | 8.       |
| Andrew Hugessen John Woodward                                            | Csillaghajó | 344   | 309   | 382   | 219   | 423   | 309   | 1122  | 2889     | 10.      |
| Archibald Howie Donald Hains John Robertson                              | Sárkányhajó | 428   | 252   | 729   | 290   | 155   | 252   | 252   | 2203     | 10.      |
| Donald Tytler Ken Bradfield Bill Gooderham Bill Copeland Billy Macintosh | 6 méter     | 239   | 665   | DNF   | 841   | 665   | 239   | 364   | 3013     | 7.       |

DNF - nem ért célba

## Vívás
Férfi
| Versenyző      | Versenyszám       | 1. forduló | 1. forduló | 2. forduló          | 2. forduló | Elődöntő            | Elődöntő | Döntő               | Döntő   |
| Versenyző      | Versenyszám       | Ellenfelek Eredmény | Hely.      | Ellenfelek Eredmény | Hely.      | Ellenfelek Eredmény | Hely.    | Ellenfelek Eredmény | Hely.   |
| -------------- | ----------------- | --- | ---------- | ------------------- | ---------- | ------------------- | -------- | ------------------- | ------- |
| Roland Asselin | Tőr, egyéni       | Rolf Magnusson (SWE) · German Bokun (URS) · Félix Galimi (ARG) · Raymond Paul (GBR) · Ivan Lund (AUS) · Juan Kavanagh (VEN) · 0-6 (30)                                           | 7.         | kiesett             | kiesett    | kiesett             | kiesett  | kiesett             | kiesett |
| Roland Asselin | Párbajtőr, egyéni | Nicolae Marinescu (ROU) · Egill Knutzen (NOR) · Carlos Dias (POR) · John Fethers (AUS) · Paul Makler (USA) · René Paul (GBR) · Antonio Chocano (GUA) · 1-6 (19)                  | 8.         | kiesett             | kiesett    | kiesett             | kiesett  | kiesett             | kiesett |
| Roland Asselin | Kard, egyéni      | José D'Andrea (ARG) · Heinz Lechner (AUT) · Antonio Haro (MEX) · Adalbert Gurath (ROU) · Hans Esser (GER) · Farid Abou-Shadi (EGY) · 0-6 (30)                                    | 7.         | kiesett             | kiesett    | kiesett             | kiesett  | kiesett             | kiesett |
| Edward Brooke  | Tőr, egyéni       | Gustave Ballister (BEL) · Albie Axelrod (USA) · Kurt Lindeman (FIN) · Andrei Vîlcea (ROU) · José Rodríguez (ARG) · Eduardo López (GUA) · 1-4 (22)                                | 6.         | kiesett             | kiesett    | kiesett             | kiesett  | kiesett             | kiesett |
| Edward Brooke  | Párbajtőr, egyéni | Mogens Lüchow (DEN) · Jean-Baptiste Maquet (BEL) · Ed Vebell (USA) · Andrzej Przeździecki (POL) · Santiago Massini (ARG) · Zoltan Uray (ROU) · Charles Stanmore (AUS) · 3-4 (14) | 5.         | kiesett             | kiesett    | kiesett             | kiesett  | kiesett             | kiesett |